# Weru Kidul
Weru Kidul is een bestuurslaag in het regentschap Cirebon van de provincie West-Java, Indonesië. Weru Kidul telt 5665 inwoners (volkstelling 2010).